# Laurentian Hills
Laurentian Hills – gmina w Kanadzie, w prowincji Ontario, w hrabstwie Renfrew. Leży nad rzeką Ottawą. Nazwa miasta pochodzi od położonych w sąsiednim Quebecu Gór Laurentyńskich.
Liczba mieszkańców Laurentian Hills wynosi 2 811, a gęstość 4,4 os./km². Język angielski jest językiem ojczystym dla 86,7%, francuski dla 7,2% mieszkańców (2006).